# NGC 5144B
NGC 5144B is een compact sterrenstelsel in het sterrenbeeld Kleine Beer. Het hemelobject werd op 6 mei 1791 ontdekt door de Duits-Britse astronoom William Herschel. Zie ook NGC 5144A.

## Synoniemen
- UGC 8420
- MCG 12-13-5
- MK 256
- ZWG 336.8
- 7ZW 511
- PGC 200298